# 이미주
이미주(李美珠, 본명: 이승아, 1994년 9월 23일~)는 대한민국의 가수, 방송인이다. 2014년 걸그룹 러블리즈의 멤버로 데뷔 했으며 그룹 활동 당시 메인댄서, 서브보컬을 맡았았다. 원래 이름은 이미주였으나 2018년 본명 이승아로 바꿨고 활동명 이미주를 유지하고 있다. 2023년 5월 17일 솔로 가수로 데뷔 하였으며 가수 활동명을 미주(MIJOO)로 변경 하였다.

## 학력
- 옥천삼양초등학교 (졸업)
- 옥천여자중학교 (졸업)
- 옥천상업고등학교 인터넷상거래과 (졸업)

## 음반 활동

### OST
- 2020년 베이비소울, 이미주, JIN 《Loving You》(도도솔솔라라솔 OST Part 3)

### 솔로 앨범
- 2023년 5월 17일 싱글 1집《Movie Star》

## 출연 작품

### 예능
| 연도 | 방송       | 제목                                          | 역할                                 |
| ---- | ---------- | --------------------------------------------- | ------------------------------------ |
| 2015 | KBS2       | 위기탈출 넘버원                               | 게스트                               |
| 2015 | MBC every1 | 신동엽과 총각파티                             | 게스트                               |
| 2015 | 엠넷       | 야만TV                                        | 게스트                               |
| 2016 | SBS        | 런닝맨                                        | 게스트                               |
| 2016 | Mnet, tvN  | 힛 더 스테이지                                | 출연                                 |
| 2017 | JTBC2      | 송지효의 뷰티뷰                               | 출연                                 |
| 2018 | JTBC4      | 마이 매드 뷰티 다이어리                       | 출연                                 |
| 2018 | JTBC4      | 마이 매드 뷰티 다이어리 2                     | 출연                                 |
| 2018 | MBC        | 두니아 처음 만난 세계                         | 고정출연                             |
| 2018 | MBC        | 미스터리 음악쇼 복면가왕                      | 판정단 (175~176회)                   |
| 2019 | KBS2       | 해피투게더                                    | 출연                                 |
| 2019 | MBC        | 미스터리 음악쇼 복면가왕                      | 판정단 (197~198회·209~210회), 참가자 |
| 2019 | MBC        | 선을 넘는 녀석들-리턴즈(백제유적지구편)       | 게스트                               |
| 2019 | KBS2       | 슬기로운 어른이생활                           | 출연                                 |
| 2020 | TvN        | 식스센스                                      | 고정출연                             |
| 2021 | KBS2       | 1박 2일                                       | 게스트                               |
| 2021 | MBC        | 놀면 뭐하니? (2021년8월 21일 ~2025년 5월31일) | 고정출연                             |
| 2022 | tvN        | 놀라운토요일                                  | 게스트                               |
| 2022 | MBC        | 호적메이트                                    | 게스트                               |
| 2022 | SBS        | 미운 우리 새끼                                | 스페셜MC                             |
| 2022 | KBS2       | 배틀트립 2 (10월 15일 ~ 2023년 8월 12일)      | MC                                   |
| 2023 | MBC M      | 주간 아이돌 시즌4(4월 19일 ~ 12월 27일)       | MC                                   |
| 2023 | SBS        | 꼬리에 꼬리를 무는 그날 이야기                | 게스트                               |
| 2023 | 엠넷       | 걸스 나잇 아웃                                | 게스트                               |
| 2023 | 티빙       | 마녀사냥 2023                                 | 고정출연                             |
| 2023 | 국방TV     | 위문열차                                      | 놀면 뭐하니? 방송                    |
| 2023 | tvN        | 놀라운 토요일                                 | 게스트                               |
| 2023 | KBS2       | 옥탑방의 문제아들                             | 게스트                               |
| 2023 | tvN        | K-909                                         | 게스트                               |
| 2023 | KBSJOY     | 뷰티 유레카                                   | 고정 출연                            |
| 2023 | tvN        | 내가 뭐라고                                   | 고정 출연                            |
| 2023 | 유튜브     | 선미의 SHOW 터뷰                              | 게스트                               |
| 2023 | 유튜브     | 핑계고                                        | 게스트                               |
| 2024 | KBSJOY     | 이십세기 힛트-쏭                              | 공동 MC                              |
| 2024 | ENA        | 찐팬구역                                      | 게스트                               |

### 드라마
| 연도 | 방송     | 제목                 | 역할          | 비고     |
| ---- | -------- | -------------------- | ------------- | -------- |
| 2016 | KBS2     | 월계수 양복점 신사들 |               | 특별출연 |
| 2016 | 네이버TV | 나는 취준생이다      | 나영희        | 웹드라마 |
| 2023 | MBC      | 꼭두의 계절          | 종가집 알바생 | 특별출연 |

### 라디오
- 2014년 SBS 파워FM 《케이윌의 영스트리트》

### 뮤직비디오
- 2014년 인피니트 'Last Romeo'

### 영화
- 2022년 DC 리그 오브 슈퍼-펫 - 위스커 역

### 광고
- 2021년 알바몬
- 2022년 여기어때 (윤종신, 장기하, 노홍철, 장윤주, 미노이, 아누팜 트리파티, 빠니보틀과 함께 출연)

## 수상 및 후보
| 연도 | 시상식                                              | 부문                          | 작품         | 결과 |
| ---- | --------------------------------------------------- | ----------------------------- | ------------ | ---- |
| 2020 | 제28회 대한민국 문화연예대상                        | 예능 스타상                   | 빈칸         | 수상 |
| 2021 | 올해의 브랜드 대상                                  | 여자 예능돌 부문상            | 빈칸         | 수상 |
| 2021 | MBC방송연예대상                                     | 여자 신인상                   | 놀면뭐하니?  | 수상 |
| 2021 | MBC방송연예대상                                     | 베스트 커플상                 | 놀면 뭐하니? | 수상 |
| 2021 | KOREA H2 ALLIANCE 2021 ASIA MODEL AWARDS with UZNEX | ‘인기상’예능 부문             | 빈칸         | 수상 |
| 2022 | 백상예술대상                                        | 여자 예능상                   | 빈칸         | 후보 |
| 2022 | MBC 방송연예대상                                    | 뮤직/토크 쇼 부문 여자 우수상 | 놀면 뭐하니? | 수상 |